# 不思議の国のアニー
『不思議の国のアニー』（原題：Annie in Wonderland）は、イギリスの歌手アニー・ハズラムが1977年に発表した、ソロ名義では初のスタジオ・アルバム。

## 背景
ルネッサンス在籍時に制作・発表され、同バンドのジョン・キャンプもソングライティング及び演奏に貢献した。また、当時ハズラムの婚約者であったロイ・ウッドが、プロデュース及び大部分の楽器の演奏を担当している。なお、本作のレコーディング当時、隣のスタジオでウイングスのアルバム『スピード・オブ・サウンド』のミキシングが行われており、「もしも貴方を愛したら」のプレイ・バックを聴いたポール・マッカートニーが「背筋が震えるようだったよ」と称賛したエピソードがある。
「もしも貴方を愛したら」と「ネイチャー・ボーイ」はスタンダード・ナンバーのカヴァーで、アマチュアのコメディアン/歌手であったハズラムの父も歌っていた曲だという。
オリジナルLPは見開きジャケット仕様で発売され、アートワークもロイ・ウッドが担当した。ジャケットの絵は『不思議の国のアリス』をモチーフとしており、ウッドはイモムシの姿で描かれた。

## 反響・評価
アメリカでは、1978年にBillboard 200で167位を記録した。Tomas Mureikaはオールミュージックにおいて5点満点中3点を付け「ルネッサンスはプログ・ロックからニュー・ウェイヴ・ポップへの方向転換を始めていたが、アニー・ハズラムとロイ・ウッドは、プログ・ロック・ファンを繋ぎ止めるべく、この可愛らしい宝石を作り上げた」と評している。

## 収録曲
1. イントロリーズ/私が音楽でできてたら "Introlise/If I Were Made of Music" (Jon Camp) – 4:46
2. 愛への疑い "I Never Believed in Love" (Roy Wood) – 3:40
3. もしも貴方を愛したら "If I Loved You" (Richard Rodgers, Oscar Hammerstein II) – 4:39
4. フニオコ "Hunioco" (R. Wood) – 7:33
5. ロッカリーズ "Rockalise" (R. Wood) – 6:09
6. ネイチャー・ボーイ "Nature Boy" (Eden Ahbez) – 4:56
7. インサイド・マイ・ライフ "Inside My Life" (J. Camp) – 4:51
8. 家路（ドヴォルザーク『新世界』より） "Going Home" (Antonín Dvořák, William Arms Fisher) – 5:01

## 参加ミュージシャン
- アニー・ハズラム - ボーカル
- ロイ・ウッド - プロデュース、アレンジ、エレクトリック・ギター、アコースティック・ギター、ピアノ、クラビネット、ストリングアンサンブル、モーグ・シンセサイザー、エレクトリックベース、ダブル・ベース、ドラムス、アフリカン・ドラム、パーカッション、チェロ、バラライカ、トランペット、サクソフォーン、バスクラリネット、バッキング・ボーカル
- ジョン・キャンプ - ベース・ペダル(on #1)、アコースティック・ギター(on #1)、エレクトリックベース(on #2, #6, #7)、バッキング・ボーカル(on #7)
- デイヴ・ドノヴァン - ドラムス(on #1, #6)
- ルイス・クラーク - シンセサイザー(on #5)、フルート(on #8)、アレンジ(on #5, #8)
- ディック・プラント - バッキング・ボーカル